# Baneberry
Baneberry város az USA Tennessee államában, Jefferson megyében. Lakosainak száma 523 fő (2020. április 1.).

## Népesség
A település népességének változása:
| Lakosok száma | 218  | 366  | 482  | 523  |
|               | 1990 | 2000 | 2010 | 2020 |